# Електроліти
Електролі́ти (англ. electrolytes, нім. Elektrolyte)  — речовини, розплави або розчини, у яких електричний струм виникає завдяки руху йонів, а не електронів, як у звичайних провідниках. Електроліти є провідниками другого роду, хоча можливе поєднання обох типів провідності у одній речовині. Іони утворюються завдяки електролітичній дисоціації — розпаду складних речовин на іони.

## Історія
В кінці 18 століття були винайдені гальванічні елементи — перші хімічні джерела струму. Невдовзі після цього було відкрите явище електролізу — розкладання складних речовин на прості за допомогою електричного струму. Одним з перших зацікавився цим явищем Гамфрі Деві. В результаті своїх досліджень у 1807 році Деві створив електрохімічну теорію будови речовини. У 1811 році ця теорія була розвинута Берцеліусом. Згідно його гіпотезі, в атомах електричні заряди одного типу домінують над зарядами іншого, тому атоми взаємодіють так, ніби мають ненульовий заряд, при чому атоми різних елементів заряджені по різному. Усі сполуки таким чином вважалися поєднанням «позитивного» і «негативного» атому (або конгломерату атомів), що тримаються разом завдяки звичайним кулонівським силам. Одним з експериментальних підтверджень цієї теорії був той факт, що електричний струм розкладає розчинені у воді солі на дві частини, одна з яких збирається біля негативного електроду, а інша — біля позитивного. Проте, через деякий час стало зрозуміло, що існують реакції і сполуки, що не можуть бути вкладені у схему Берцеліуса (наприклад, двоатомні молекули простих речовин). Хоча електрохімічна теорія виявилася неправильною, в тому сенсі як її розумів Берцеліус — вона не могла пояснити все різномаїття сполук, окремі її елементи, такі як ряд активності використовуються і понині.
Берцеліус вважав, що в електролітах молекули повністю зберігають свою будову, аж допоки до розчину не буде прикладений струм, який збалансує заряди молекулярних компонентів і дозволить їм роз'єднатись.
У 1818 році Теодор фон Гроттгусс висловив альтернативне і правильне припущення, що молекули розпадаються на іони при розчиненні, а не через дію струму, проте авторитет Берцеліуса підтримував його теорію впродовж десятиліть.
У 1834 році учень Гамфрі Деві, Майкл Фарадей визначив кількісні закони електролізу. Він же ввів термін «електроліт», для речовин, розчини яких мають провідні властивості, від приставки електро- і грецького λυτός, розчинний.
У 1867 Фрідріх Кольрауш, спираючись на роботи Йогана Гітторфа і Джона Деніелла зміг з великою точністю виміряти провідність електролітів. Виявилося, що аніони і катіони (негативно і позитивно заряджені іони) вносять незалежні вклади у провідність при малих концентраціях розчиненої речовини. Цей факт нині відомий як закон Кольрауша. Крім того, за теорією Берцеліуса, молекули розкладалися на складові струмом, а тому, оскільки різниця електрохімічних потенціалів у солей лужних металів є значною, розкласти такі солі мало б бути важче, і провідність електролітів на їх основі була б меншою — проте досліди показали зворотні результати. Також проти цієї теорії говорило те, що навіть за дуже низьких струмів закон Ома в електролітах виконується — що суперечить уявленню про те, що енергія струму витрачається на розрив міжатомних зв'язків. Ще одним парадоксальним явищем було зростання еквівалентної провідності (відношення провідності до кількості розчиненої речовини) при зменшенні концентрації розчиненої речовини.
Таким чином, у другий половині 19 століття стала більш розповсюдженою думка, що молекули у розчинах без зовнішнього впливу розпадаються на заряджені компоненти, і саме рух цих компонентів (іонів) призводить до протікання струму при прикладанні зовнішньої електрорушійної сили.
Механізм цього розпаду був запропонований шведським фізиком Сванте Арреніусом. Запропонована ним теорія електролітичної дисоціації спиралася на наступні постулати:
- При розчиненні, електроліти дисоціюють на позитивні і негативні іони завдяки взаємодії з водою
- Дисоціація — зворотній процес, тобто, розчинені іони асоціюють, утворюючи складну речовину

Таким чином, в залежності від інтенсивності асоціації і дисоціації у розчині встановлюється динамічна рівновага між молекулами і іонами. Іони беруть участь у проведенні струму, тоді як нейтральні молекули — ні. Арреніус ввів поняття ступеня дисоціації, що дорівнює відношенню концентрації молекул, що розпалися на іони до загальної кількості молекул розчиненої речовини. Оскільки швидкість асоціації залежить від концентрації іонів, при значних розведеннях ступінь асоціації росте, і наближається до одиниці.
Згідно теорії Арреніуса, багато фізичних властивостей розчинів електролітів залежить не лише від їх концентрації, але і від ступеня їх дисоціації. 
У деяких електролітів процеси дисоціації значно переважають над процесами асоціації, тому майже всі молекули таких речовин розпадаються на іони (ступінь дисоціації близький до одиниці) — такі електроліти отримали назву сильних. У випадку, якщо лише мала частина молекул дисоціюють, електроліт називають слабким. Межа між цими класами не чітка, тому іноді виділяють електроліти середньої сили.
Також теорія Арреніуса пов'язувала різницю кислот і основ через типи іонів, що утворюються при дисоціації.
За свої роботи Арреніус отримав Нобелівську премію з хімії у 1903 році.
Залежність ступеня дисоціації від розбавлення розчину для слабких електролітів була показана Вільгельмом Оствальдом у 1888, і відома як закон розбавлення Оствальда: ступінь дисоціації обернено пропорційна квадратному кореню з концентрації електроліту.
У десяті роки 20-го століття було накопичено достатньо експериментальних фактів, що показували, що теорія Арреніуса незадовільна при кількісному описі розчинів зі значними концентраціями електроліту — властивості розчинів відрізнялися від теоретично розрахованих. Для вирішення цих проблем у 1923 році Петером Дебаєм і Еріхом Гюккелем було розроблене розширення теорії Арреніуса, що відоме як теорія Дебая — Гюккеля. У цій теорії було введене поняття іонної атмосфери — сукупності іонів протилежного знаку, які оточують кожен іон у розчині. Модель іонної атмосфери дозволила ефективно враховувати вплив взаємодії іонів між собою на властивості електролітів.

## Мікробудова

Комплекс іона натрію і навколишніх молекул води

Дисоційовані іони у розчині

Розчинення електроліту проходить у два етапи (цей процес називається сольватація, а у випадку розчинення у воді — гідратація). Спочатку цілі молекули відриваються від твердого тіла, утворюючи комплекси з молекулами розчинника (сольват):
{\displaystyle AB+(n+m)S\leftrightarrow AB(n+m)S}
де АВ — молекула електроліту, S — молекула розчинника.
Під час другого етапу сольват дисоціює на окремі іони:
{\displaystyle AB(n+m)S\leftrightarrow A^{+}nS+B^{-}mS}
Саме наявність другої стадії відрізняє електроліти від неелектролітів.
Коефіцієнти m і n, що показують, скільки молекул розчинника зв'язуються з окремими іонами (у випадку розчинення у воді вони називаються числами гідратації іонів), дуже залежать від концентрації електроліту, температури, та інших чинників, що відрізняє сольвати від звичайних хімічних сполук. У випадку лужних металів, кількість пов'язаних молекул води може перевищувати 100, наприклад, для іонів літію. 
Частка молекул, що розпалися на іони (ступінь дисоціації) може сильно коливатися, від долей відсотка для слабких електролітів, таких як оцтова кислота і досягати одиниці для сильних електролітів, таких як хлорид натрію (Кухонна сіль). З ростом температури ступінь дисоціації зазвичай знижується.
Іноді замість ступеня дисоціації використовують інший, пов'язаний показник — константу дисоціації:
{\displaystyle K={\frac {C_{A^{+}}C_{B^{-}}}{C_{AB}}}}
де С — концентрація іонів і недисоційованих молекул, відповідно. Константа дисоціації прямує до нескінченності для сильних електролітів.
На відміну від ступеня дисоціації, константа дисоціації не залежить від концентрації розчиненої речовини.
У сильних електролітів концентрація іонів може бути значною, тому взаємодія іонів між собою теж стає помітною. Однойменні іони відштовхуються а різнойменні притягуються, тому в середньому, іони одного знаку оточені іонами іншого. Проте треба пам'ятати, що положення іонів у розчині не стабільні, тому закономірності у їх взаємному розташуванні носять лише статистичний характер. Набір іонів, які оточують деякий іон називають його іонною атмосферою. У атмосферу кожного іона входять і аніони і катіони, проте в середньому, заряд атмосфери дорівнює заряду центрального іона, взятому з протилежним знаком. 
Жоден іон у розчині не є виділеним, тому кожен з них оточує своя іонна атмосфера — і кожен з них входить у іонні атмосфери оточуючих іонів. 
При зростанні концентрації іонів радіус іонної атмосфери зменшується, а густина заряду в ній зростає. Взаємодію іона з навколишніми іонами можна ефективно обчислити, враховуючи лише взаємодію іона з його іонною атмосферою.
При достатньо великих концентраціях у розчині починають утворюватися більш тісні системи з іонів — іонні двійники і трійники, через пряму взаємодію сольватокомплексів. Властивості і структура таких електролітів починають більше нагадувати властивості іонних розплавів або навіть кристалів.

## Класифікація

### За силою
Як вже було описано вище, сильними електролітами називаються сполуки з високим ступенем дисоціації, а слабкими — з низьким. Умовно вважається, що якщо при концентрації 0,1 моль/л константа дисоціації менша 0,05 — електроліт слабкий. Якщо вона більша 0,3 — сильний. Проміжні значення вважаються середніми. При зниженні концентрацій ступінь дисоціації у слабких електролітів зростає значно швидше ніж у сильних, тому за нескінченно малих концентрації, різниця між слабкими і сильними електролітами стає менш вираженою.
До сильних електролітів (при розчиненні у воді) належать більшість солей і гідроксидів простих металів, деякі кислоти (HCl, H2SO4, HNO3, HClO4). До слабких електролітів належать органічні кислоти, багато основ (NH3, Zn(OH)2), вода.
Ступінь дисоціації залежить і від речовини, що розчиняється, і від розчинника. Наприклад, хлорид літію є сильним електролітом при розчиненні у воді, і слабким — при розчиненні у оцтовій кислоті або ацетоні.

### Кислоти і основи
Згідно теорії Арреніуса, кислотами є сполуки, що при дисоціації утворюють вільний протон (іон водню H+), а основами — гідроксид-іон (OH-). Цей підхід часто використовується і зараз, проте варто пам'ятати, що він є справедливим лише для водних розчинів і лише для основ, що містять гідроксидну групу (у цей клас, наприклад, не входить така добре відома основа як аміак). 
Деякі електроліти утворюють обидва типа іонів. Їх називають амфотерними. Найпростіший приклад — сама вода, що дисоціює на протон і гідроксид-іон.
Сучасні теорії кислот і основ є більш загальними, і розглядають кислоти як речовини, що прагнуть віддати протони у реакціях, а основи — як ті, що прагнуть його приєднати. Таким чином, різні речовини можуть проявляти як кислотні так і основні властивості, в залежності від того, з якою речовиною вони вступають в реакцію.
У дистильованій воді рівноважна концентрація позитивних і негативних іонів однакова, і становить 10-7 (при 22 °C). Константа дисоціації, таким чином, дорівнює 10-14. Оскільки константа дисоціації не залежить від концентрації іонів, при збільшенні концентрації протонів зменшується концентрація гідроксид-іонів, і навпаки.
На цьому ефекті базується показник кислотності pH (водневий показник), що дорівнює десятковому логарифму концентрації іонів водню у розчині. Для чистої води він дорівнює 7, для кислих середовищ — менший, для лужних — більший.

### За фізичним станом
Переважна більшість електролітів є розчинами, проте є і виключення:
- Іонні рідини — розплавлені електроліти (NaOH, MgCl2 та ін.)
- Тверді електроліти (AgCl, AgI, PbF2, Ag4RbI5)

У твердих електролітах електропровідність може бути зумовлена рухом:
- лише йонів одного типу (наприклад, катіонами Ag+ в AgI, аніонами F- в PbF2), така провідність називається уніполярною[13]
- одночасно катіонами і аніонами
- електронною складовою провідності поряд з іонною

В розчинах — зазвичай обидва типи іонів є рухомими і забезпечують свій вклад у провідність.

### За кількістю компонент
Звичайно електроліти дисоціюють на іони двох типів, що називаються аніон (негативно заряджений) і катіон (позитивно заряджений). 
Якщо при розпаді утворюється однакова кількість аніонів і катіонів — електроліт називають симетричним. Приклади: 
{\displaystyle \mathrm {HCl\leftrightarrow H^{+}+Cl^{-}} }
{\displaystyle \mathrm {CaSO_{4}\leftrightarrow Ca^{2+}+SO_{4}^{2-}} }
Якщо кожна молекула електроліту утворює по одному аніону і одному катіону, то такий електроліт називається бінарним. 
Якщо ж кількість іонів не співпадає, електроліт є несиметричним. При дисоціації одного молю несиметричного електроліту утворюється різна кількість молів аніонів і катіонів. Приклади:
{\displaystyle \mathrm {Mg(NO_{3})_{2}\leftrightarrow Mg^{2+}+2NO_{3}^{-}} }
{\displaystyle \mathrm {Na_{2}S\leftrightarrow 2Na^{2+}+S^{2-}} }
Якщо утворюється 1 аніон і два катіони (або навпаки), то електроліт називається тернарним, або трийонним, якщо 1 аніон і 3 катіони (або навпаки) — квартернарним.
Іноді молекула розпадається на більшу кількість типів іонів. Дисоціація на три і більше частини завжди йде у кілька стадій (спочатку молекула дисоціює на два іона, після чого один з них дисоціює ще раз), і константа дисоціації кожної наступної реакції на кілька порядків менша, ніж у попередньої